# Landkreis Freiburg
Der Landkreis Freiburg war ein Landkreis in Baden-Württemberg, der im Zuge der Kreisreform am 1. Januar 1973 aufgelöst wurde.

## Geografie

### Lage
Der Landkreis Freiburg lag im Südwesten Baden-Württembergs.
Geografisch hatte der Landkreis Freiburg überwiegend Anteil an der Oberrheinischen Tiefebene und am Schwarzwald. Der Kreissitz Freiburg im Breisgau lag etwa in der Mitte des Kreisgebiets, gehörte jedoch selbst nicht zum Landkreis Freiburg.

### Nachbarkreise
Seine Nachbarkreise waren 1972 im Uhrzeigersinn beginnend im Norden Emmendingen, Hochschwarzwald, Lörrach und Müllheim. Im Westen bildete der Rhein die natürliche Grenze zu Frankreich.

## Geschichte

### Bezirksamt Freiburg
Die Stadt Freiburg im Breisgau mitsamt ihrem Umland gehörte im 18. Jahrhundert zum Oberamt Breisgau in Vorderösterreich. Die Gegend wurde 1793 von den französischen Revolutionstruppen erobert und 1805 von Napoleon Bonaparte dem neugebildeten Großherzogtum Baden zugeschlagen. 1807 bestanden in der badischen Provinz des Oberrheins ein Stadtvogteiamt Freiburg und ein Oberamt Freiburg, das die weitere Umgebung der Stadt umfasste.
Durch das Organisationsrescript vom 26. November 1809 wurde der Raum Freiburg in drei Ämter gegliedert. Zum ersten Landamt gehörte im Wesentlichen das Gebiet der heutigen Gemeinden Au, Ebringen, Gottenheim, March, Merzhausen, Schallstadt, Sölden, Umkirch und Wittnau sowie der heutigen Freiburger Stadtteile Munzingen, Opfingen, Tiengen und Waltershofen. Zum zweiten Landamt gehörte im Wesentlichen das Gebiet der heutigen Gemeinden Breitnau, Buchenbach, Denzlingen, Glottertal, Gundelfingen, Heuweiler, Hinterzarten, Horben, Kirchzarten, Oberried, Reute, Stegen und Vörstetten sowie des heutigen Freiburger Stadtteils Kappel. Zum Stadtamt gehörten neben der Stadt Freiburg auch ihre damaligen Nachbarorte Orte Betzenhausen, Ebnet, Günterstal, Haslach, Lehen, Littenweiler, Sankt Georgen, Uffhausen, Wendlingen und Zähringen. Beide Landämter und das Stadtamt wurden dem neuen Dreisamkreis zugeordnet. In den Folgejahren wurde die Abgrenzung der drei Freiburger Ämter mehrfach geändert.
1819 wurden die beiden Landämter zum Landamt Freiburg zusammengeschlossen; im gleichen Jahr wurde der größte Teil des aufgelösten Amtes St. Peter in das Landamt eingegliedert. Seit 1832 gehörten Stadt- und Landamt zum Oberrheinkreis. 1864 wurden das Stadtamt und das Landamt zum Bezirksamt Freiburg zusammengeschlossen. Gleichzeitig wechselten die beiden Gemeinden Kirchzarten und Waldau ins Bezirksamt Neustadt. Das Bezirksamt Freiburg gehörte seitdem zum Kreis Freiburg im Landeskommissärbezirk Freiburg.
Am  1. April 1924  wechselten die Gemeinden Achkarren, Bickensohl, Breisach, Burkheim, Gottenheim, Grezhausen, Gündlingen, Ihringen, Merdingen, Niederrimsingen, Oberbergen, Oberrimsingen, Oberrotweil, Schelingen und Wasenweiler des aufgelösten Bezirksamtes Breisach in das Bezirksamt Freiburg. Am 1. Oktober 1936 kam es zu einer weiteren Vergrößerung des Bezirksamts durch die Gemeinden Bischoffingen, Bötzingen, Eichstetten, Holzhausen, Jechtingen, Kiechlinsbergen und Leiselheim des Bezirksamtes Emmendingen, die Gemeinden Biengen, Bollschweil, Ehrenstetten, Feldkirch, Hartheim, Hausen an der Möhlin, Kirchhofen, Norsingen, Offnadingen, Pfaffenweiler und St. Ulrich des aufgelösten Bezirksamtes Staufen sowie die Gemeinden Föhrental, Heuweiler, Oberglottertal, Ohrensbach und Unterglottertal des aufgelösten Bezirksamtes Waldkirch. Gleichzeitig wechselten die beiden Gemeinden Breitnau und St. Märgen zum Bezirksamt Neustadt.

### Landkreis Freiburg
Seit dem 1. Januar 1939 hieß das Bezirksamt Freiburg Landkreis Freiburg. Am 1. April 1939 wechselte die Gemeinde Schlatt aus dem Landkreis Müllheim in den Landkreis Freiburg. Durch die neue badische Landkreisordnung vom 24. Juni 1939 schied die Stadt Freiburg im Breisgau mit Wirkung vom 25. Juni 1939 aus dem Landkreis Freiburg aus und bildete einen eigenen Stadtkreis.
Nach der Bildung des Landes Baden-Württemberg 1952 gehörte der Landkreis Freiburg zum Regierungsbezirk Südbaden. Durch die Gemeindereform ab 1970 veränderte sich das Kreisgebiet in drei Fällen. Am 1. September 1971 wurde die Gemeinde Lehen, am 1. Dezember 1971 die Gemeinde Opfingen und am 1. Juli 1972 die Gemeinde Waltershofen in die Stadt Freiburg im Breisgau eingegliedert und verließen somit den Landkreis Freiburg.
Mit Wirkung vom 1. Januar 1973 wurde der Landkreis Freiburg aufgelöst. Seine verbliebenen Gemeinden gingen zunächst komplett im neu gebildeten Landkreis Breisgau-Hochschwarzwald auf, der damit Rechtsnachfolger des Landkreises Freiburg wurde. Doch wurden im Zuge der Gemeindereform noch weitere fünf Gemeinden des ehemaligen Landkreises Freiburg in die Stadt Freiburg sowie weitere drei Gemeinden in Gemeinden des Nachbarkreises Emmendingen eingegliedert.

### Einwohnerentwicklung
| Datum | Einwohner | Quelle |
| ----- | --------- | ------ |
| 1814  | 036.459 1 | [ 2 ]  |
| 1852  | 047.976 2 | [ 16 ] |
| 1871  | 053.822   | [ 17 ] |
| 1890  | 076.321   | [ 18 ] |
| 1900  | 090.098   | [ 19 ] |
| 1910  | 111.983   | [ 19 ] |

| Datum              | Einwohner | Quelle |
| ------------------ | --------- | ------ |
| 1925               | 134.494   | [ 20 ] |
| 1933               | 145.174   | [ 20 ] |
| 17. Mai 1939 3     | 059.214   | [ 21 ] |
| 13. September 1950 | 064.442   | [ 21 ] |
| 6. Juni 1961       | 076.879   | [ 21 ] |
| 27. Mai 1970       | 093.933   | [ 21 ] |

## Politik

### Landrat
Die Oberamtmänner und Landräte des Bezirksamts beziehungsweise Landkreises Freiburg 1803–1972:
- 1810–1819: Franz Molitor (beim Zweiten Landamt)
- 1810–1820: Eduard Wundt (bis 1819 beim Ersten Landamt)
- 1820–1843: Josef Wetzel
- 1843–1851: Gustav Jägerschmid
- 1851–1856: Josef von Chrismar
- 1856–1864: Karl Hippmann
- 1864–1865: Jonathan Winter
- 1866–1874: Karl Haas
- 1874–1877: Eduard Engelhorn
- 1877–1890: Maximilian Stoesser
- 1890–1896: Leopold Sonntag
- 1896–1899: Adolf Föhrenbach
- 1899–1919: Albert Muth
- 1919–1924: Karl Hoerst
- 1924–1927: Paul Schwoerer
- 1927–1928: Gerhard Wolf
- 1928–1932: Gustav Wöhrle
- 1932–1933: August Pfützner
- 1933–1945: Heinrich Groß
- 1945–1947: Manfred Pfister (kommissarisch)
- 1947–1953: Franz Schühly
- 1953–1968: Alfons Oswald
- 1968–1972: Emil Schill

### Wappen
Das Wappen des Landkreises Freiburg zeigte in von Rot und Gold gespaltenem Schild vorne einen silbernen Balken, hinten einen roten Schrägbalken; in goldenem Herzschild einen rot bewehrten schwarzen Adler mit rotem Brustschildchen, darauf ein silberner Sechsberg. Das Wappen wurde dem Landkreis Freiburg am 8. Mai 1957 vom Innenministerium Baden-Württemberg verliehen.
Die beiden Schildhälften symbolisieren die ehemaligen Herrschaftsgebiete Vorderösterreich und Baden. Der Adler wurde dem Wappen der Stadt Breisach entnommen, die der Landschaft Breisgau den Namen gab. Das Wappen wurde in einfacherer Form (ohne Brustschild des Adlers) vom neuen Landkreis Breisgau-Hochschwarzwald übernommen, der es am 2. August 1974 verliehen bekam.

## Wirtschaft und Infrastruktur

### Verkehr
Durch das Kreisgebiet führte von Nord nach Süd die Bundesautobahn 5 Karlsruhe-Basel. Ferner die Bundesstraßen 3 und 31.

## Gemeinden
Zum Landkreis Freiburg gehörten ab 1936 zunächst 77 Gemeinden, davon zwei Städte.
Am 7. März 1968 stellte der Landtag von Baden-Württemberg die Weichen für eine Gemeindereform. Mit dem Gesetz zur Stärkung der Verwaltungskraft kleinerer Gemeinden war es möglich, dass sich kleinere Gemeinden freiwillig zu größeren Gemeinden vereinigen konnten. Den Anfang im Landkreis Freiburg machten am 1. Januar 1970 die Gemeinden im Glottertal, die sich zur neuen Gemeinde Glottertal vereinigten. In der Folgezeit reduzierte sich die Zahl der Gemeinden stetig, bis der Landkreis Freiburg schließlich am 1. Januar 1973 aufgelöst wurde.
Die größte Gemeinde des Landkreises war Breisach. Die kleinsten Gemeinden waren Scherzingen (im Jahr 1961) und St. Wilhelm (im Jahr 1970).
In der Tabelle stehen die Gemeinden des Landkreises Freiburg vor der Gemeindereform. Die Einwohnerangaben beziehen sich auf die Volkszählungsergebnisse in den Jahren 1961 und 1970.
| frühere Gemeinde                                | heutige Gemeinde           | heutiger Stadt- bzw. Landkreis | Einwohner am 6. Juni 1961 | Einwohner am 27. Mai 1970 |
| ----------------------------------------------- | -------------------------- | ------------------------------ | ------------------------- | ------------------------- |
| Achkarren                                       | Vogtsburg im Kaiserstuhl   | Breisgau-Hochschwarzwald       | 726                       | 835                       |
| Au                                              | Au                         | Breisgau-Hochschwarzwald       | 613                       | 644                       |
| Bickensohl                                      | Vogtsburg im Kaiserstuhl   | Breisgau-Hochschwarzwald       | 411                       | 424                       |
| Biengen                                         | Bad Krozingen              | Breisgau-Hochschwarzwald       | 760                       | 886                       |
| Bischoffingen                                   | Vogtsburg im Kaiserstuhl   | Breisgau-Hochschwarzwald       | 670                       | 684                       |
| Bollschweil                                     | Bollschweil                | Breisgau-Hochschwarzwald       | 981                       | 1309                      |
| Bötzingen                                       | Bötzingen                  | Breisgau-Hochschwarzwald       | 2687                      | 4064                      |
| Breisach, Stadt (seit 27. Juni 1961 „am Rhein“) | Breisach am Rhein          | Breisgau-Hochschwarzwald       | 4902                      | 5705                      |
| Buchenbach                                      | Buchenbach                 | Breisgau-Hochschwarzwald       | 743                       | 957                       |
| Buchheim                                        | March                      | Breisgau-Hochschwarzwald       | 850                       | 1216                      |
| Burg                                            | Kirchzarten                | Breisgau-Hochschwarzwald       | 527                       | 664                       |
| Burkheim, Stadt                                 | Vogtsburg im Kaiserstuhl   | Breisgau-Hochschwarzwald       | 794                       | 795                       |
| Ebnet                                           | Freiburg im Breisgau       | Freiburg im Breisgau           | 1480                      | 1793                      |
| Ebringen                                        | Ebringen                   | Breisgau-Hochschwarzwald       | 1618                      | 1643                      |
| Ehrenstetten                                    | Ehrenkirchen               | Breisgau-Hochschwarzwald       | 1382                      | 1609                      |
| Eichstetten                                     | Eichstetten am Kaiserstuhl | Breisgau-Hochschwarzwald       | 2150                      | 2212                      |
| Eschbach im Schwarzwald                         | Stegen                     | Breisgau-Hochschwarzwald       | 644                       | 814                       |
| Falkensteig                                     | Buchenbach                 | Breisgau-Hochschwarzwald       | 234                       | 228                       |
| Feldkirch                                       | Hartheim am Rhein          | Breisgau-Hochschwarzwald       | 318                       | 407                       |
| Föhrental                                       | Glottertal                 | Breisgau-Hochschwarzwald       | 374                       | –                         |
| Glottertal                                      | Glottertal                 | Breisgau-Hochschwarzwald       | 2310                      | 2600                      |
| Gottenheim                                      | Gottenheim                 | Breisgau-Hochschwarzwald       | 1652                      | 1772                      |
| Gundelfingen                                    | Gundelfingen               | Breisgau-Hochschwarzwald       | 2682                      | 5016                      |
| Gündlingen                                      | Breisach am Rhein          | Breisgau-Hochschwarzwald       | 833                       | 976                       |
| Hartheim am Rhein                               | Hartheim am Rhein          | Breisgau-Hochschwarzwald       | 987                       | 1200                      |
| Hausen an der Möhlin                            | Bad Krozingen              | Breisgau-Hochschwarzwald       | 459                       | 575                       |
| Heuweiler                                       | Heuweiler                  | Breisgau-Hochschwarzwald       | 613                       | 698                       |
| Hochdorf                                        | Freiburg im Breisgau       | Freiburg im Breisgau           | 931                       | 1480                      |
| Hofsgrund                                       | Oberried                   | Breisgau-Hochschwarzwald       | 339                       | 356                       |
| Holzhausen                                      | March                      | Breisgau-Hochschwarzwald       | 641                       | 873                       |
| Horben                                          | Horben                     | Breisgau-Hochschwarzwald       | 770                       | 738                       |
| Hugstetten                                      | March                      | Breisgau-Hochschwarzwald       | 1188                      | 1602                      |
| Ihringen                                        | Ihringen                   | Breisgau-Hochschwarzwald       | 3691                      | 3884                      |
| Jechtingen                                      | Sasbach am Kaiserstuhl     | Emmendingen                    | 862                       | 890                       |
| Kappel                                          | Freiburg im Breisgau       | Freiburg im Breisgau           | 1865                      | 2474                      |
| Kiechlinsbergen                                 | Endingen am Kaiserstuhl    | Emmendingen                    | 809                       | 853                       |
| Kirchhofen                                      | Ehrenkirchen               | Breisgau-Hochschwarzwald       | 1483                      | 1835                      |
| Kirchzarten                                     | Kirchzarten                | Breisgau-Hochschwarzwald       | 3855                      | 4772                      |
| Lehen                                           | Freiburg im Breisgau       | Freiburg im Breisgau           | 1389                      | 1971                      |
| Leiselheim                                      | Sasbach am Kaiserstuhl     | Emmendingen                    | 356                       | 330                       |
| Mengen                                          | Schallstadt                | Breisgau-Hochschwarzwald       | 802                       | 948                       |
| Merdingen                                       | Merdingen                  | Breisgau-Hochschwarzwald       | 1487                      | 1780                      |
| Merzhausen                                      | Merzhausen                 | Breisgau-Hochschwarzwald       | 2250                      | 2577                      |
| Munzingen                                       | Freiburg im Breisgau       | Freiburg im Breisgau           | 779                       | 863                       |
| Neuershausen                                    | March                      | Breisgau-Hochschwarzwald       | 661                       | 766                       |
| Niederrimsingen                                 | Breisach am Rhein          | Breisgau-Hochschwarzwald       | 594                       | 765                       |
| Norsingen                                       | Ehrenkirchen               | Breisgau-Hochschwarzwald       | 637                       | 661                       |
| Oberbergen                                      | Vogtsburg im Kaiserstuhl   | Breisgau-Hochschwarzwald       | 686                       | 770                       |
| Oberglottertal                                  | Glottertal                 | Breisgau-Hochschwarzwald       | 597                       | –                         |
| Oberried                                        | Oberried                   | Breisgau-Hochschwarzwald       | 1001                      | 1206                      |
| Oberrimsingen                                   | Breisach am Rhein          | Breisgau-Hochschwarzwald       | 844                       | 890                       |
| Oberrotweil                                     | Vogtsburg im Kaiserstuhl   | Breisgau-Hochschwarzwald       | 1516                      | 1530                      |
| Offnadingen                                     | Ehrenkirchen               | Breisgau-Hochschwarzwald       | 263                       | 247                       |
| Ohrensbach                                      | Glottertal                 | Breisgau-Hochschwarzwald       | 459                       | –                         |
| Opfingen                                        | Freiburg im Breisgau       | Freiburg im Breisgau           | 1048                      | 1287                      |
| Pfaffenweiler                                   | Pfaffenweiler              | Breisgau-Hochschwarzwald       | 1225                      | 1547                      |
| St. Peter                                       | St. Peter                  | Breisgau-Hochschwarzwald       | 1525                      | 1792                      |
| St. Ulrich                                      | Bollschweil                | Breisgau-Hochschwarzwald       | 306                       | 312                       |
| St. Wilhelm                                     | Oberried                   | Breisgau-Hochschwarzwald       | 193                       | 187                       |
| Schallstadt                                     | Schallstadt                | Breisgau-Hochschwarzwald       | 788                       | 912                       |
| Schelingen                                      | Vogtsburg im Kaiserstuhl   | Breisgau-Hochschwarzwald       | 258                       | 257                       |
| Scherzingen                                     | Ehrenkirchen               | Breisgau-Hochschwarzwald       | 186                       | 211                       |
| Schlatt                                         | Bad Krozingen              | Breisgau-Hochschwarzwald       | 441                       | 447                       |
| Sölden                                          | Sölden                     | Breisgau-Hochschwarzwald       | 611                       | 813                       |
| Stegen                                          | Stegen                     | Breisgau-Hochschwarzwald       | 661                       | 944                       |
| Tiengen                                         | Freiburg im Breisgau       | Freiburg im Breisgau           | 658                       | 1078                      |
| Umkirch                                         | Umkirch                    | Breisgau-Hochschwarzwald       | 1192                      | 1787                      |
| Unterglottertal                                 | Glottertal                 | Breisgau-Hochschwarzwald       | 884                       | –                         |
| Unteribental                                    | Buchenbach                 | Breisgau-Hochschwarzwald       | 302                       | 337                       |
| Wagensteig                                      | Buchenbach                 | Breisgau-Hochschwarzwald       | 556                       | 583                       |
| Waltershofen                                    | Freiburg im Breisgau       | Freiburg im Breisgau           | 976                       | 1140                      |
| Wasenweiler                                     | Ihringen                   | Breisgau-Hochschwarzwald       | 677                       | 816                       |
| Wildtal                                         | Gundelfingen               | Breisgau-Hochschwarzwald       | 768                       | 1129                      |
| Wittental                                       | Stegen                     | Breisgau-Hochschwarzwald       | 225                       | 275                       |
| Wittnau                                         | Wittnau                    | Breisgau-Hochschwarzwald       | 498                       | 630                       |
| Wolfenweiler                                    | Schallstadt                | Breisgau-Hochschwarzwald       | 1355                      | 1704                      |
| Zarten                                          | Kirchzarten                | Breisgau-Hochschwarzwald       | 435                       | 627                       |
| Zastler                                         | Oberried                   | Breisgau-Hochschwarzwald       | 266                       | 326                       |

## Kfz-Kennzeichen
Am 1. Juli 1956 wurde dem Landkreis bei der Einführung der bis heute gültigen Kfz-Kennzeichen das Unterscheidungszeichen FR zugewiesen. Es wird im Landkreis Breisgau-Hochschwarzwald und in der kreisfreien Stadt Freiburg im Breisgau durchgängig bis heute ausgegeben.